# Международна титла на AEW
Международната титла на AEW е кеч титла на американската федерация All Elite Wrestling (AEW). Тя е обявена на 8 юни 2022 г. и е второстепенна титла.
За разлика от другите титли на AEW, които се защитават почти изцяло по шоутата на AEW, Международната титла може да бъде защитена и в други федерации в световен мащаб. Настоящият шампион е Коноске Такешита, който е в първо царуване. Той печели титлата, като побеждава Уил Оспри на турнира WrestleDream (2024).
Създадена първоначално като Всеатлантическа титла на AEW на 8 юни 2022 г., името представлява феновете на AEW по целия свят, но без особен акцент върху Атлантическия океан или държавите около него. Първият шампион е Пак. От създаването си, титлата е защитавана в Revolution Pro Wrestling и Over the Top Wrestling, въпреки че повечето от защитите се случват в AEW, последната от които включва защити срещу кечисти от New Japan Pro-Wrestling. На 15 март 2023 г. титлата е преименувана на Международна титла на AEW.

## История
Титлата е обявена от All Elite Wrestling (AEW) на 8 юни 2022 г. в епизод на Dynamite. Първоначално е установена като Всеатлантическа титла на AEW и е създадена като второстепенна за мъжката дивизия. Въпреки първоначалното ѝ име, което привидно се съсредоточава върху държавите около Атлантическия океан, компанията обявява, че титлата „[представлява] феновете на AEW, които гледат по целия свят в над 130 страни“.
Първият шампион е коронясан в четиристранен мач, който се провежда на PPV-то Forbidden Door на 26 юни 2022 г., което е копродукция с японската федерация New Japan Pro-Wrestling (NJPW). За определяне на състезателите в четворката се провеждат шест квалификационни мача. Трима от тези кечисти от AEW напредват към четиристранния мач. Другите три квалификационни мача се провеждат между четирима кечисти от NJPW в турнир с една елиминация. Победителите от предварителните квалификации на NJPW се изправят един срещу друг и победителят от този мач продължава към четиристранния мач на Forbidden Door. От страна на AEW това са Пак, Миро и Малакай Блек, които печелят своите квалификации; от страна на NJPW, Томохиро Иши се класира, но претърпява истинска травма в лявото коляно и трябва да бъде заменен с подгласника си, Кларк Конърс. На Forbidden Door Пак става шампион, като тушира Конърс.
В интервю с Роби Фокс в подкаста „My Mom's Basement“, президентът на AEW Тони Хан потвърждава, че титлата ще бъде защитавана по различен начин от другите титли на компанията. Хан казва, че притежателите ще защитават титлата в международен план в други компании, освен в AEW. Това интервю е малко след като Пак защитава титлата на шоу в Revolution Pro Wrestling, което по-късно е показано в YouTube шоуто на AEW Dark на 12 юли. Пак също защитава титлата на шоу в Over the Top Wrestling на 22 юли.
На 8 март 2023 г. в епизод на Dynamite, Тони Хан обявява, че защитата на титлата от Ориндж Касиди тази вечер е последна с името Всеатлантическа титла. Следващата седмица на 15 март, в чест на премиерата на филма на Warner Bros. Шазам: Яростта на боговете, името е преименувано като Международна титла на AEW, поради партньорството на AEW за излъчване с Warner Bros. Discovery. По онова време AEW смята, че това е нова титла като Касиди се счита за последния Всеатлантически шампион и първи Международен шампион, но историята на титлата по-късно е променена, за да покаже, че това е същата титла като царуването на Касиди е непрекъснато от момента, в който той първоначално побеждава Пак за титлата.

## Дизайн
Рон Едуардсен от Red Leather Belts проектира шампионския колан. В горната част на централната плоча е логото на AEW, докато в центъра ѝ е глобус със знамена, представляващи шест държави: Мексико, Китай, Обединеното кралство, САЩ, Канада и Япония. Първоначално банерът над земното кълбо гласи „All-Atlantic“, но това е променено на „International“ с преименуването на титлата на 15 март 2023 г. Друг банер под земното кълбо гласи „Champion“. От всяка противоположна страна на земното кълбо има лъвове, стоящи изправени. От всяка страна на централната плоча има две странични. Вътрешните странични плочи включват логото на AEW върху глобус, докато външните странични изобразяват двама борещи се кечисти.

## Носители
Към 5 декември 2024 г. има десет царувания между четирима шампиони. Пак е първият шампион. Ориндж Касиди и Уил Оспри са с най-много царувания на два пъти, а най-дългото царуване с 326 дни е на Касиди, докато Джон Моксли има най-краткото от 17 дни. Максуел Джейкъб Фридман е най-младият шампион, печелейки титлата на 28 г., докато Родерик Стронг е най-възрастният, печелейки на 40 г.
Коноске Такешита е настоящият шампион. Той побеждава Уил Оспри на WrestleDream (2024) на 12 октомври 2024 г. в Такома, Уошингтън.